# San Marcello
San Marcello est une commune italienne d'environ 1 982 habitants, située dans la province d'Ancône, dans la région Marches, en Italie centrale.

## Administration
| Période                                  | Période | Identité | Étiquette | Qualité |
| ---------------------------------------- | ------- | -------- | --------- | ------- |
|                                          |         |          |           |         |
| Les données manquantes sont à compléter. |         |          |           |         |

### Hameaux
Acquasanta

### Communes limitrophes
Belvedere Ostrense, Jesi, Maiolati Spontini, Monsano, Monte San Vito, Morro d'Alba.